# Rezervația faunistică Borca
Rezervația faunistică Borca este o arie protejată de interes național (faunistic) ce corespunde categoriei a IV-a IUCN, situată pe teritoriul administrativ al comunei Borca din județul Neamț.

## Localizare și istoric
Aria naturală cu o suprafață de 357 hectare se află în partea nord-estică a Munților Bistriței, la limita vestică a județului Neamț cu județele Harghita și Suceava.
A fost declarată arie protejată prin Legea nr.5 din 6 martie 2000 (privind aprobarea Planului de amenajare a teritoriului național - Secțiunea a III-a - zone protejate), actual (2012) aflându-se în custodia Direcției Silvice Neamț.

## Descriere
Rezervația - formată din mai multe parcele de pădure de rășinoase și amestec de rășinoase cu fag - a fost constituită pentru protejarea cocoșului de munte (Tetrauo Urogallus) și a locurilor de rotit ale acestuia. Răspândirea acestor parcele în teritoriu face ca rezervația să nu constituie un ansamblu unitar.